# Filippo Nigro
Filippo Nigro (Roma, 3 dicembre 1970) è un attore italiano.

## Biografia
Nato e cresciuto nel quartiere Trieste di Roma, ha frequentato il Liceo "Torquato Tasso". Dopo il liceo classico frequenta la Facoltà di Lettere presso l'università "La Sapienza" di Roma dove studia Storia medievale. Si diploma al Centro Sperimentale di Cinematografia sotto la guida di Lina Wertmüller. Esordisce al cinema con la commedia Donne in bianco (1998), per la regia di Tonino Pulci. Nel 2001 è nel film Le fate ignoranti, di Ferzan Özpetek, che due anni dopo lo scrittura per il suo film successivo, La finestra di fronte, con cui l'attore ottiene la candidatura ai Nastri d'argento come migliore attore non protagonista e vince il Globo d'Oro della Stampa estera come migliore attore.
Nel 2004 recita in A luci spente di Maurizio Ponzi.
Lo stesso anno vince il premio EFP Shooting Stars al  Festival del Cinema di Berlino. Dopo aver partecipato alle due stagioni della miniserie tv La dottoressa Giò  (1998), ritorna in televisione nelle serie di Canale 5 R.I.S. - Delitti imperfetti (2005-2007). Nel 2008 recita in Un gioco da ragazze dell'esordiente Matteo Rovere, in Amore che vieni amore che vai, tratto dal libro Un destino ridicolo di Fabrizio De André. È tra i protagonisti della commedia corale Amore, bugie & calcetto di Luca Lucini, che l'anno successivo lo chiama ad interpretare Oggi sposi.
Nel 2009 con Diverso da chi?, commedia brillante dell'esordiente Umberto Carteni, ottiene la candidatura al David di Donatello, come migliore attore non protagonista e vince il premio per l'interpretazione maschile Annecy Cinéma Italien per il suo ruolo nel film. Nel 2010 interpreta il ruolo di Danilo nel film Dalla vita in poi di Gianfrancesco Lazotti con cui vince il premio come miglior attore al Taormina Film Fest.
Nel 2011 e 2012 è in scena con lo spettacolo Occidente solitario di Martin McDonagh diretto dal regista colombiano Juan Diego Puerta López, con il quale vince il Premio E.T.I. Gli Olimpici del Teatro come migliore attore emergente.
Nel 2012 recita a fianco di Pierfrancesco Favino e Marco Giallini nel film ACAB - All Cops Are Bastards, tratto dall'omonimo libro di Carlo Bonini, diretto da Stefano Sollima. Nello stesso anno è tra gli interpreti di E la chiamano estate, per la regia di Paolo Franchi.
Nel 2013 veste i panni di Ponzio Pilato nella miniserie italo-americana Barabba, al fianco di Billy Zane. Nel 2014 è ancora a teatro nella piece di Neil LaBute Pretty, un motivo per essere carini!, con la regia di Fabrizio Arcuri.
Nel 2015 è protagonista del thriller di Stefano Lodovichi In fondo al bosco, e partecipa al film TV Limbo di Lucio Pellegrini.
Nel 2016 affianca Fabrizio Bentivoglio e Claudia Pandolfi nella miniserie Romanzo siciliano.
Nel 2017 entra a far parte del cast di Suburra - La serie, basato sull'omonimo film e prodotta da Netflix, nel ruolo del politico corrotto Amedeo Cinaglia. Nel 2023 interpreta nuovamente Cinaglia in Suburræterna.
Nel 2022 interpreta il ruolo del Dottor Guido Mancino nella serie Netflix Tutto chiede salvezza, tratta dal romanzo di Daniele Mencarelli, ruolo che riprenderà nel 2024.

## Filmografia

### Attore

#### Cinema
- Donne in bianco, regia di Tonino Pulci (1998)
- Le fate ignoranti, regia di Ferzan Özpetek (2001)
- La finestra di fronte, regia di Ferzan Özpetek (2003)
- A luci spente, regia di Maurizio Ponzi (2004)
- Ho voglia di te, regia di Luis Prieto (2007)
- Amore, bugie & calcetto, regia di Luca Lucini (2008)
- Un gioco da ragazze, regia di Matteo Rovere (2008)
- Amore che vieni amore che vai, regia di Daniele Costantini (2008)
- Diverso da chi?, regia di Umberto Carteni (2009)
- Oggi sposi, regia di Luca Lucini (2009)
- Dalla vita in poi, regia di Gianfrancesco Lazotti (2010)
- E la chiamano estate regia di Paolo Franchi (2012)
- ACAB - All Cops Are Bastards, regia di Stefano Sollima (2012)
- In fondo al bosco, regia di Stefano Lodovichi (2015)
- La fuga, regia di Sandra Vannucchi (2019)
- La dea fortuna, regia di Ferzan Özpetek (2019)
- The Book of Vision, regia di Carlo S. Hintermann (2020)
- Per tutta la vita, regia di Paolo Costella (2021)
- The boat, regia di Alessio Liguori (2022)
- La caccia, regia di Marco Bocci (2023)

#### Televisione
- I ragazzi del muretto – serie TV (1992)
- Un posto al sole – soap opera (1996)
- La dottoressa Giò – miniserie TV (1997)
- Il maresciallo Rocca – serie TV (1998)
- La dottoressa Giò – serie TV (1998)
- Prigioniere del cuore, regia di Alessandro Capone – film TV (2000)
- L'ultimo rigore – miniserie TV (2002)
- R.I.S. - Delitti imperfetti – serie TV, 12 episodi (2005)
- R.I.S. 2 - Delitti imperfetti – serie TV, 16 episodi (2006)
- R.I.S. 3 - Delitti imperfetti – serie TV, episodi 3x01, 3x08 e 3x16 (2007)
- Tutta la verità – miniserie TV (2009)
- Barabba – miniserie TV (2012)
- Limbo – film TV, regia di Lucio Pellegrini (2015)
- Romanzo siciliano – miniserie TV (2016)
- Amore pensaci tu – serie TV (2017)
- Suburra - La serie – serie TV, 24 episodi (2017-2020)
- I Medici - Lorenzo il Magnifico (Medici: The Magnificent) – serie TV, 6 episodi (2018)
- Tutto chiede salvezza, regia di Francesco Bruni – serie TV (2022-2024)
- Corpo libero – serie TV (2022)
- Suburræterna – serie TV, 8 episodi (2023)
- Citadel: Diana – serie TV, 6 episodi (2024)

#### Cortometraggi
- La storia che segue, regia di Paolo Franchi (1994)
- Filastrocca all'Albicocca (voce narrante) corto animato di Paolo Miozza e Alberto Mansi (2008)
- L’uomo che inventò il futuro, regia di Ferzan Ozpetek (2021)

#### Videoclip
- Gocce di memoria di Giorgia (2003)
- Ci parliamo da grandi di Eros Ramazzotti (2008)
- Le tasche piene di sassi di Jovanotti (2011)

### Doppiatore
- I segreti di Leonardo - Nella mente di un genio (Inside the Mind of Leonardo), regia di Julian Jones – documentario TV (2013)

### Audiolibri
- Anime baltiche di Jan Brokken (2019)

## Teatro
- Camere da letto, di Alan Ayckbourn, regia di Giovanni Lombardo Radice (1992)
- Menzogne della mente (A Lie of the Mind), di Sam Shepard, regia di Alessandro Perfetti (1994)
- Germania '99, di Gigliola Scola, regia di Ludovica Marineo (2000)
- Occidente solitario, di Martin McDonagh, regia di Juan Diego Puerta López (2012)
- Pretty – Un motivo per essere carini), di Neil LaBute, traduzione di Lorenzo Amato, regia di Fabrizio Arcuri (2014)
- Ritratto di una capitale, progetto di Antonio Calbi e Fabrizio Arcuri, regia Fabrizio Arcuri (2014)
- Candide, di Mark Ravenhill, regia di Fabrizio Arcuri (2016)
- Ritratto di una Nazione - L'Italia al lavoro, progetto di Antonio Calbi e Fabrizio Arcuri, regia Fabrizio Arcuri (2017)
- Every Brilliant Thing (Le cose per cui vale la pena vivere), di Duncan Macmillan e Johnny Donahoe, regia di Fabrizio Arcuri e Filippo Nigro (dal 2021)

## Riconoscimenti
- 2003 – Nastro d'argento
  - Candidatura al Migliore attore non protagonista per La finestra di fronte
- 2009 – David di Donatello
  - Candidatura al Migliore attore non protagonista per Diverso da chi?
- 2003 – Globo d'oro
  - Premio al Migliore attore per La finestra di fronte
- 2004 – Festival di Berlino
  - Premio EFP Shooting Star
- 2009 – Festival du Cinéma Italien d'Annecy
  - Prix d'Interprétation Masculine per Diverso da chi?
- 2010 – Taormina Film Fest
  - Premio al Migliore attore per Dalla vita in poi
- 2010 – Golden Graal 
  - Migliore attore commedia per Diverso da chi? e Oggi sposi